# Лубков, Алексей Владимирович
Алексе́й Влади́мирович Лубко́в (род. 29 октября 1960, Москва) — российский историк и деятель высшего образования, ректор Московского педагогического государственного университета с июня 2017 года (и. о. с 18 ноября 2016). Доктор исторических наук (1998), профессор, академик РАО (2022; член-корреспондент по Отделению общего среднего образования с 2016). Президент Евразийской ассоциации педагогических университетов, соучредитель Ассоциации «Национальная платформа открытого педагогического образования», президент Ассоциации кинопедагогов России, председатель правления Ассоциации развития педагогического образования.

## Биография
Родился 29 октября 1960 года в Москве.
В 1983 году с отличием окончил исторический факультет Московского государственного педагогического института им. В. И. Ленина (МГПИ). Был Ленинским стипендиатом (1980—1983), избирался секретарём факультетского бюро ВЛКСМ, членом Комитета комсомола МГПИ, участвовал в студенческом строительном движении.
С 1983 года работал на историческом факультете МГПИ (кафедра истории СССР советского периода) ассистентом, старшим преподавателем.
В 1984—1987 годах — секретарь Комитета ВЛКСМ МГПИ им. В. И. Ленина и членом Ленинского РК ВЛКСМ города Москвы. В 1985 году участвовал в организации и проведении XII Всемирного фестиваля молодёжи и студентов в Москве.
В 1987—1990 годах аспирант кафедры истории СССР советского периода. В 1990 году под руководством Э. М. Щагина защитил кандидатскую диссертацию на тему «Рабочая кооперация в Октябрьской революции: Февраль 1917 — ноябрь 1918 года (По материалам Центрального промышленного района России)».
С июня 1991 по октябрь 1998 года — декан исторического факультета МПГУ.
В 1998 году защитил докторскую диссертацию на тему «Кооперативное движение Центральной России. 1907—1918 годы».
С октября 1998 по июль 2006 года — проректор по научной работе — первый проректор МПГУ. Одновременно профессор Кафедры новейшей отечественной истории. С 2002 по 2009 год исполнял обязанности заведующего Кафедрой истории России исторического факультета МПГУ.
С 2006 года работал в Московском институте открытого образования (МИОО) профессором кафедры социально-гуманитарных дисциплин, с сентября 2012 года — заведующий кафедрой. В сентябре 2006 — августе 2013 года  проректор МИОО. С 2014 года по 2016 год — советник при ректорате.
С сентября 2013 года по август 2014 года — проректор Московского педагогического государственного университета.
С сентября 2016 года заместитель директора Департамента государственной политики в сфере высшего образования в Министерстве образования и науки Российской Федерации.
18 ноября 2016 года назначен и. о. ректора Московского педагогического государственного университета (с 22 ноября 2016 года). 23 мая 2017 года избран ректором МПГУ, а 8 июня 2017 года утверждён на этом посту приказом Минобрнауки России на пятилетний срок.
По его инициативе в МПГУ разработана и реализуется «Концепция развития МПГУ на период 2017—2020 годы: от возрождения к созиданию нового облика педагогического образования», сформулировавшая стратегические приоритеты и целевые ориентиры МПГУ. Образовательная модель, построенная с учётом университетского слогана «Верен традициям, открыт инновациям!», ориентирована на опережающую подготовку кадров и предполагает развёрнутый комплекс мер по 7 направлениям (образование, наука, воспитательная работа, социальное партнёрство и т. д.). В результате её реализации МПГУ должен стать ведущим инновационным центром педагогического образования на федеральном и международном уровне, привлекательной научно-образовательной площадкой и лидером в подготовке специалистов в сфере дополнительного образования. В рамках этой концепции в МПГУ были созданы и начали работу новые институты — Институт международного образования и Институт развития цифрового образования.
Алексей Лубков выступает за активизацию сотрудничества с зарубежными образовательными и научными структурами, профильными организациями. В 2017—2018 годах заключены договоры о сотрудничестве МПГУ с вузами Республики Корея, Германии (Университет Алануса, г. Мангейм), реализуется целый ряд совместных проектов с 12 вузами КНР. Развивает сотрудничество по линии культуры и высшего образования с иберо-американскими государствами. В настоящее время заключено более 160 договоров о сотрудничестве с вузами зарубежных стран. Участвовал в работе I Форума ректоров российских и арабских университетов (февраль 2018 года, Ливан, г. Бейрут).
В 2017 году МПГУ впервые вошёл в мировую лигу ведущих университетов, заняв 722 место в международном рейтинге Round University Ranking (RUR). В международном рейтинге университетов uniRank University Ranking™ 2019 года занимает 37 место среди 376 российских университетов-участников этого рейтинга.
На посту ректора МПГУ А. В. Лубков ведет работу по координации взаимодействия в подготовке педагогических кадров между педагогическими вузами стран СНГ. Будучи президентом Евразийской ассоциации педагогических вузов, добился придания МПГУ статуса базовой организации государств-участников СНГ по подготовке педагогических кадров. Подписано и реализуется более 30 соглашений с вузами Казахстана, Узбекистана, Таджикистана, Молдовы, Армении, Беларуси, Азербайджана.
Активно взаимодействует с традиционными конфессиями России, в том числе по вопросам подготовки преподавателей для курса «Основы религиозных культур и светской этики». Установлены тесные связи с Общецерковной аспирантурой и докторантурой РПЦ им. святых равноапостольных Кирилла и Мефодия, МПГУ является членом Научно-образовательной теологической ассоциации (НОТА), а А. В. Лубков — членом Совета НОТА. В 2018 году подписано соглашение о сотрудничестве между МПГУ с Советом муфтиев России. Университет также сотрудничает с Еврейским музеем и центром толерантности.
Во время нахождения А. В. Лубкова на посту ректора МПГУ принципиально расширилось сотрудничество вуза с государственными и общественными структурами. Заключено соглашение о сотрудничестве с Общественным советом при Уполномоченном при президенте РФ по правам ребёнка, А. В. Лубков вошёл в состав Экспертного совета по гуманитарному знанию Министерства образования и науки Российской Федерации (с 2017 года), Рабочей группы Государственного Совета РФ «Образование и наука» (с 2019). С января 2018 г. возглавляет рабочую группу по вопросам формирования цивилизационного наследия России при Экспертном совете по вопросам совершенствования законодательства. Входил в состав оргкомитета по подготовке и проведению мероприятий, связанных со 100-летием Революции 1917 года в России, сформированного в соответствии с распоряжением Президента России.
Является сторонником государственно-национальной стратегии в образовании. Неоднократно заявлял о важности формирования национально-культурной и гражданской идентичности и решающей роли педагога и учителя в этом процессе. Выступает за комплексное изучение и учёт национальных традиций при реформировании сфер жизни, в том числе образования («Самая главная задача школы и вуза, как мне представляется — ретрансляция ценностей и традиций русской культуры» — из интервью газете «Культура», № 43 (8029), 2-8 декабря 2016). Делает акцент на историческую преемственность, при которой традиция и инновация не противостоят, а взаимодействуют друг с другом на пути модернизации. Сторонник фундаментальной, предметной подготовки в высшей школе, профилизации и практикоориентированности образования, имеющего под собой широкий общекультурный базис. Выступает за инвариантность в подаче учебного материала, но при наличии фундаментального ядра по предметам для всех государственных школ и педагогических вузов. Неоднократно высказывался за разработку программы господдержки сельских учителей по аналогии с программой «Земский доктор».
8 июня 2022 года на конференции работников и обучающихся МПГУ был переизбран на должность ректора. В соответствии с приказом Министерства просвещения Российской Федерации от 25 августа 2022 года утвержден в должности ректора МПГУ с 1 сентября 2022 года по 31 августа 2027 года.

## Санкции
6 марта 2022 года после вторжения России на Украину подписал письмо в поддержу российской агрессии. С 9 июня 2022 года находится под персональными санкциями Украины за поддержку войны. Также был внесён ФБК в список коррупционеров и разжигателей войны за поддержку нападения на Украину, 16 марта 2022 года форумом свободной России внесён в «Список Путина» и доклад «поджигателей войны» с предложением введения против него международных санкций.

## Научная работа
Является автором более 200 научных работ, посвященных проблемам обновления исторического образования, общего среднего и педагогического образования, исторической персоналистике, проблемам философии образования и его теоретико-методологическим основам.
Под научным руководством А. В. Лубкова подготовлено 2 доктора и 7 кандидатов исторических наук.

## Награды и Почетные звания
Государственные награды, грамоты и благодарности Президента Российской Федерации
- Медаль «За трудовую доблесть» (1986) — за участие в организации и проведении XII Всемирного фестиваля молодёжи и студентов.
- Медаль ордена «За заслуги перед Отечеством» II степени (2023)[28].
- Благодарность Президента Российской Федерации (10 марта 2025) — за вклад в обеспечение деятельности Совета по взаимодействию с религиозными объединениями при Президенте Российской Федерации[29].
- Благодарность Президента Российской Федерации В. В. Путина (2020) — за активное участие в подготовке и проведении выборов в субъектах Российской Федерации.
- Грамота Президента Российской Федерации В. В. Путина к памятной медали «XIX всемирный фестиваль молодежи и студентов 2017 года в Сочи» (2017) — за вклад в подготовку и проведение XIX Всемирного фестиваля молодежи и студентов.
- Медаль «В память 850-летия Москвы» (1997).

Награды центральных органов власти и субъектов федерации
- Почётная грамота Министерства просвещения Российской Федерации (2018) — в связи с 75-летием ФГБУ «Российская академия образования» и за многолетний добросовестный труд.
- Почётная грамота Министерства образования Российской Федерации (2000).
- Почётный работник высшего профессионального образования Российской Федерации (2000).
- Благодарственное письмо Министерства просвещения Российской Федерации (2018) — за активное участие в подготовке и проведении Всероссийского конкурса «Учитель года России».
- Благодарственное письмо Мэра Москвы С. С. Собянина (2019) — за большой личный вклад в социально-экономическое развитие Москвы.
- Почётная грамота Московской Городской Думы (2020) — за заслуги перед городским сообществом.
- Благодарность Директора ФСБ России, генерала армии А. В. Бортникова (2021) — за оказание содействия органам Федеральной службы безопасности.
- Нагрудный знак «Отличник образования Содружества Независимых Государств» (2021).
- Благодарность Комитета Государственной Думы по вопросам семьи, женщин и детей (2022) — за многолетнюю поддержку проекта «Расскажи миру о своей Родине» и вклад в воспитание подрастающего поколения.
- Почётный работник сферы воспитания детей и молодёжи Российской Федерации (2023)[30];
- Благодарность Министерства науки и высшего образования Российской Федерации за содействие в решении задач, возложенных на Министерство науки и высшего образования Российской Федерации (2022)[31];
- Знак отличия «За заслуги перед Донецкой Народной Республикой» III степени (2022)[32].

Церковные награды
- Орден Святого благоверного князя Даниила Московского III степени (2020);
- Юбилейная медаль «100-летие восстановления Патриаршества в Русской Православной Церкви» (2018);
- Медаль «Святые равноапостольные Кирилл и Мефодий» (Православная Церковь Чешских земель и Словакии, 2020).

## Основные работы
Статьи и монографии
1. Лубков А. В. Война, революция и кооперация. // Власть и общественные организации России в первой трети XX столетия: Сб. ст. — М.: Магистр, 1994. — С. 97-114.
2. Лубков А. В. О социально-политической роли российского кооперативного движения в 1914—1917 гг. // Исторический опыт русского народа и современность: Дом Романовых в истории России. — СПб.: СПбГУ, 1995. — С. 268—276. — ISBN 5-288-01507-4
3. Лубков А. В. Русская провинция и падение самодержавия. // «Русский язык, культура, история». Сборник материалов 2-й научной конференции лингвистов, литературоведов, фольклористов, историков, 22-24 февраля 1996 г. Ч.2. — М., 1997. — С.250-265.
4. Лубков А. В. Война. Революция. Кооперация. — М.: МПГУ, 1997. − 261 с. — ISBN 5-7042-0971-8
5. Ректоры МПГУ. 1872—2000. Очерки / А. Лубков, В. Москвин, Г. Полозов и др. — М.: ИД «Магистр-Пресс», 2000. — 160 с. — ISBN 5-89317-146-2. (В соавторстве)
6. Lubkov A. V. War, Revolution and the Cooperative. — Ohio Thomsom Learning Custom Publishing, 2001—335 p. — ISBN 0-7593-0722-9.
7. Кузьмина И. В., Лубков А. В. Князь Шаховской: путь русского либерала. — М.: Молодая гвардия, 2008. — 368 с. — («Жизнь замечательных людей». Вып. 1069). — ISBN 978-5-235-02984-2
8. Лубков А. В. Российская государственность и модернизация страны. XX—XXI вв.: ценностный дискурс // Российская государственность: исторические традиции и вызовы XXI века. — М., 2013. — С.854-867. — ISBN 978-5-91290-200-0
9. Лубков А. В. Россия — год культуры: коды и смыслы. // Преподаватель XXI век. — 2014. — № 1. — Т. 1. — С. 7-10. — ISSN 20739613
10. Лубков А. В. Отбросить всякую политику и стать просто патриотом. // Преподаватель XXI век. — 2014. — № 3. — Т. 1. — С. 9-15. — ISSN 20739613
11. Лубков А. В. Человек и общество в контексте эпохи, истории и культуры: «Автобиография» Д. И. Шаховского 1913 г. // Первая мировая война: взгляд спустя столетие. Предвоенные годы. Материалы III Международной научно-практической конференции. — М.: Изд-во МНЭПУ, 2014. — С. 588—595. — ISBN 978-5-7383-0387-6
12. Лубков А. В. Личность. Время. Образование: статьи и выступления. — М.: МПГУ, 2017. — 318, [1] с. — ISBN 978-5-4263-0537-3
13. Лубков А. В. Михаил Катков: молодые годы. — М.: МПГУ, 2018. — 256 с. — ISBN 978-5-4263-0641-7
14. Лубков А. В. Солидарная экономика. Кооперативная модернизация России (1907—1914). — М.: МПГУ, 2019. — 272 с. — ISBN 978-5-4263-0760-5
15. Лубков А. В. Личность. История. Культура: статьи и выступления. — М.: МПГУ, 2020. — 288 с. — ISBN 978-5-4263-0891-6
16. Киселев А. Ф., Лубков А. В. Человек в зеркале столетий: Поиски идеалов личности от Античности до наших дней. — М.: Вече, 2020. — 320 с. — ISBN 978-5-4484-2038-2
17. Киселев А. Ф., Лубков А. В. Русь: от язычества к православной государственности. — М.: Вече, 2022. — 464 с. — ISBN 978-5-4484-3284-2
18. На перекрестье времен и судеб: Московскому педагогическому государственному университету 150 лет: монография. / Отв. ред. А. В. Лубков; науч. ред. О. В. Воробьева. — Москва: МПГУ, 2022. — 832 с. (Предисловие, главы 1,2) — ISBN 978-5-4263-1122-0
19. Киселев А.Ф., Лубков А.В. Русь: от язычества к православной государственности. (серия: Русская история). М., Вече. 2022. 464 с.
20. Воробьева О.В., Гончаров М.А., Киселев А.Ф., Кодола Н.В., Кожевников А.Ю., Литвинова И.В., Лубков А.В., Минаков А.С., Половецкий С.Д., Салоникес М.Я., Трубина Л.А., Хлудов А.Е. На перекрестье времен и судеб. Московскому педагогическому государственному университету 150 лет. М., МПГУ. 2022. 832 с.
21. Лубков А.В., Новиков М.В. Советская помощь Коммунистической партии Китая в 1937–1945 гг. //Вопросы истории. 2022. № 7-2. С. 31–44.
22. Лубков А.В., Новиков М.В. Российские учебники истории об участии Китая во Второй мировой войне //Преподавание истории в школе. 2022. № 4. С. 18–23.
23. Лубков А.В., Борисов В.Ю., Юдин А.В., Дорошин Р.Е., Печенкин И.Е., Вершинина А.Ю. Главный корпус МПГУ. История и архитектура. М., МПГУ. 2022. 204 с. — ISBN 978-5-4263-1130-5
24. Лубков А.В. Педагогическое образование России: современное состояние, опыт, проблемы и перспективы //Наука и школа. 2019. № 5. С. 41–49.
25. Лубков А.В. Консервативно-либеральная традиция в России: эволюция идеи и содержания. Карамзин – Чаадаев – Катков //Вестник гуманитарного образования. 2018. № 2. С. 16–23.
26. Лубков А.В. Духовно-нравственные основы развития российской кооперации в XX веке //Человек, государство и общество на перекрестье эпох: к 75-летию со дня рождения доктора исторических наук, профессора Сергея Тимофеевича Минакова. М., Старая Басманная. 2022. С. 141–148.
27. Лубков А.В., Дронов В.П. В.И. Вернадский, МВЖК и развитие высшей школы в России //Наука и школа. 2017. № 5. С. 10–21.
28. А.Ф. Киселев, А.В. Лубков "Национальная идея в историческом бытии России" - М.: Вече, 2024 - 640 с.: ил ISBN 978-5-4484-5088-4

Публикации исторических источников
1. Шаховской Д. И. Избранные статьи и письма. 1881—1895. — М.: Прометей, 2002. — 317 с. (Составление и вступительная статья) — ISBN 5-7042-1173-9
2. Судьбы российских либералов: из истории братства «Приютино»: Сборник документов и материалов. — М.: Прометей, 2007. — 238, [1] с. (Составление и вступительная статья совместно с И. В. Кузьминой) — ISBN 5-7042-2031-2
3. «Почему наши дети нам не друзья, почему мы – не мы?». Письма Д.И. Шаховского к дочери Н.Д. Шаховской-Шик //Исторический архив. 2012. № 2. С. 83–98.

Учебники, хрестоматии, методические пособия (в соавторстве)
1. Хрестоматия по Отечественной истории (1914—1945): Учебное пособие для студентов вузов. / Под ред. А. Ф. Киселёва, Э. М. Щагина. — М.: Владос, 1996. — 896 с. — ISBN 5-87065-082-8
2. Хрестоматия по Отечественной истории (1946—1995): Учебное пособие для студентов вузов. / Под ред. А. Ф. Киселёва, Э. М. Щагина. — М.: Владос, 1996. — 600 с. — ISBN 5-87065-076-3
3. Новейшая история Отечества. XX век: Учебник для вузов. Т. 1. / Под ред. А. Ф. Киселёва, Э. М. Щагина. — М.: Владос, 1998. — 496 с. — ISBN 5-691-00109-4 (2-е изд. — М.: Владос, 2002 — ISBN 5-691-00903-6)
4. Лубков А. В., Цветков В. Ж. Белое движение в России — его программа и вожди: Учебно-методическое пособие. — М., Прометей, 2003. — 189 с. — ISBN 5-7042-1207-7
5. Новейшая отечественная история. XX в.: Учебник для студентов высших учебных заведения. В 2-х кн. / Под ред. Э. М. Щагина, А. В. Лубкова. — М.: Владос, 2004.- 447 с. — ISBN 5-691-01259-2 (2-е изд. — М.: Владос, 2015 — ISBN 5-691-01260-6)
6. Новейшая отечественная история. ХХ — начало XXI века: Учебник для студентов высших учебных заведений. Кн. 1. / Под ред. Э. М. Щагина. — М.: Владос, 2008. — 665 с. — ISBN 978-5-691-01730-8
7. История России ХХ — начала XXI века. В 2 тт. Т.1. 1900—1941: Учебник для академического бакалавриата. / Под ред. Д. О. Чуракова — М.: Издательство Юрайт, 2015. — 424 с. — ISBN 978-5-9916-5611-5 — (Главы 2, 3, 4) (2-е изд. — М.: Издательство Юрайт, 2018 — ISBN 978-5-534-03272-7)
8. Разработка базовой концепции дополнительного профессионального образования (ДПО) педагогов: методические рекомендации. / Под ред. А. В. Лубкова. — М.: ГАОУ ВО МИОО, 2015. — 51 с., табл. — ISBN 978-5-98547-094-9
9. Обоснование стратегии развития дополнительного профессионального образования (ДПО) педагогов [Текст]: методические предложения/рекомендации / Под ред. А. В. Лубкова. — Москва: ГАОУ ВО МИОО, 2015. — 55 с.: ил., табл. — ISBN 978-5-98547-095-6
10. К оценке состояния системы ДПО и перспектив её развития [Текст]: (по результатам анализа содержания официальных сайтов образовательных организаций регионов РФ): информационно-аналитические материалы по разработке базовой концепции развития ДПО и обоснованию стратегии развития ДПО. / Под ред. А. В. Лубкова. — М.: ГАОУ ВО МИОО, 2015. — 87 с.: табл. — ISBN 978-5-98547-085-7
11. Подготовка вожатских кадров на базе образовательных организаций высшего образования в России. / Под ред. Т. Н. Владимировой, Н. Ю. Лесконог, Л. Ф. Шаламовой. — М.: МПГУ, 2019. — 160 с. (Научный редактор, введение) — ISBN 978-5-4263-0739-1

## Участие в редколлегии периодических изданий
- «Вопросы цифрового образования» – главный редактор;
- «Вестник гуманитарного образования» – член редакционной коллегии;
- «Вестник Вятского государственного университета» – член редакционного совета;
- «Культурологический журнал» –   член редакционной коллегии;
- «Теология и образование»  – член редакционной коллегии, член редакционного совета;
- «Отечественная и зарубежная педагогика» – член редакционного совета;
- «Университетский научный журнал» – член редакционной коллегии;
- «Социально-политические исследования» – член редакционной коллегии;
- «Вестник Владимирского государственного университета имени Александра Григорьевича и Николая Григорьевича Столетовых. Серия: социальные и гуманитарные науки» – член редакционной коллегии.

## Членство в общественных организациях
- Президент Евразийской ассоциации педагогических университетов;
- Президент Ассоциации кинопедагогов России;
- Председатель Правления Ассоциации развития педагогического образования;
- Соучредитель Ассоциации «Национальная платформа открытого педагогического образования»;
- Член Союза ректоров России;
- Член Межведомственного совета по присуждению премий Правительства Российской Федерации в области образования;
- Член Совета Российского исторического общества (2023);
- Председатель Комиссии Общественного совета при Россотрудничестве по продвижению и поддержке образования, науки и русского языка за рубежом;
- Член Комиссии РАН по изучению научного наследия выдающихся ученых по Секции изучения научного наследия академика В. И. Вернадского (2022);
- Председатель Координационного совета ООО «Объединение преподавателей истории в вузах России»;
- Член Общественного совета Центрального музея Великой Отечественной войны 1941–1945 гг.;
- Член Ученого совета Всероссийской государственной библиотеки иностранной литературы имени М.И. Рудомино